# Federico Freni
Federico Freni (Roma, 1° luglio 1980) è un politico italiano, sottosegretario di Stato al ministero dell'Economia e delle Finanze nel governo Meloni con delega in materia di regolamentazione, politiche e vigilanza del sistema finanziario.

## Biografia
Nato a Roma il 1° luglio 1980, si laurea in Giurisprudenza nel 2004 presso l’Università degli Studi di Roma “La Sapienza” con 110/110 e lode.
Nel 2008 ottiene l’abilitazione alla professione di avvocato presso la Corte di appello di Roma. L’anno successivo consegue il dottorato di ricerca in diritto amministrativo alla Sapienza.
Dal 2009 al 2019 è professore di diritto amministrativo e diritto processuale amministrativo presso la Scuola di specializzazione delle professioni legali dell’Università Luiss Guido Carli.

## Carriera professionale
Il 24 settembre 2021 è nominato sottosegretario di Stato al ministero dell'Economia e delle Finanze del governo Draghi. Si occupa di conti pubblici, mercato e temi finanziari.  
Alle elezioni politiche del 2022 è candidato alla Camera dei deputati nel collegio uninominale Lazio 1-U07 (Roma, municipio XIV) per il centrodestra (Lega). È eletto con il 41,96% dei voti. Viene proclamato deputato il 5 ottobre 2022.  
Il 31 ottobre 2022 è nominato sottosegretario di Stato al ministero dell’Economia e delle Finanze del governo Meloni. Esercita le deleghe in materia di:
a) revisione della spesa pubblica;
b) finanza delle regioni;
c) spesa sociale e previdenziale;
d) questioni del personale del Ministero dell'economia e delle finanze;
e) partecipazione ai tavoli di lavoro del Ministero delle imprese e del made in Italy concernenti le crisi di impresa;
f) attuazione delle misure di rientro dai disavanzi sanitari e del patto per la salute;
g) regolamentazione, politiche e vigilanza del sistema finanziario;
h) interventi finanziari a sostegno dell'economia. 
Ha lavorato alla redazione della legge 5 marzo 2024, n. 21 - Interventi a sostegno della competitività  dei capitali e delega al Governo per la riforma organica delle disposizioni in materia di mercati dei capitali recate dal testo unico di cui al decreto legislativo 24 febbraio 1998, n. 58, e delle disposizioni in materia di società di capitali contenute nel codice civile applicabili anche agli emittenti.